# Lucian Horwitz
Lucian Horwitz fue un violonchelista nacido en Viena el 12 de agosto de 1879 y asesinado en Auschwitz en 1944. Tocó en la Filarmónica de Berlín y en algunas orquestas austriacas.

## Biografía
Karl Muck, el principal director de Bayreuth en 1924, apartó a Horwitz de la lista de músicos disponibles para el Festival. Horwitz siguió tocando en Austria hasta 1927. Cuando se produjo la anexión de dicho país al III Reich en 1938 fue deportado al campo de concentración de Theresienstadt en 1942. El 28 de octubre de 1944 fue deportado de Terezín a Auschwitz donde fue asesinado.